# Cmentarz św. Krzyża w Słupcy
Cmentarz św. Krzyża w Słupcy – cmentarz komunalny miasta Słupca, położony przy ulicy Cmentarnej. 

## Historia
Cmentarz powstał prawdopodobnie około 1831, na co wskazuje data na cmentarnej kaplicy. Najstarszy zachowany grobowiec pochodzi z 1846. 
Cmentarz św. Krzyża w Słupcy zastąpił inne, mniejsze cmentarze stopniowo likwidowane w związku z rozrastaniem się miasta. W 1922 został on powiększony dzięki dokupieniu gruntów na cele grzebalne przez księdza Szczygłowskiego, ówczesnego proboszcza kościoła św. Wawrzyńca. 

## Pochowani
Na cmentarzu między innymi spoczywają:
- Ignacy Piotr Dembicki, "kassjer" komory celnej (1823-1897),
- ksiądz Atanazy Karwowski, kapelan powstańców styczniowych,
- Antoni Leinveber, aptekarz (zm. 1883),
- Feliks Srzedziński, major pogranicznej straży (zm. 1883),
- Stanisław Strzyżewski, referent biura powiatu słupeckiego (zm. 1904),
- Apolinary Szeluto, kompozytor,
- Regina Trębaczkiewicz, powstaniec warszawski (zm. 1997),
- Maciej Wyrzykowski, inspektor komory celnej (zm. 1846) - najstarszy nagrobek na cmentarzu,
- Wojciech Hanc (1941-2021), duchowny rzymskokatolicki, teolog,
- powstańcy z 1863 - Mateusz Meland, Wojciech Olsztyński, Marcin Wiśniewski[1][2].

Ponadto na nekropolii znajduje się pomnik osób ekshumowanych z innych cmentarzy "Słupczanom z XVII i XVIII wieku Słupczanie".

## Galeria

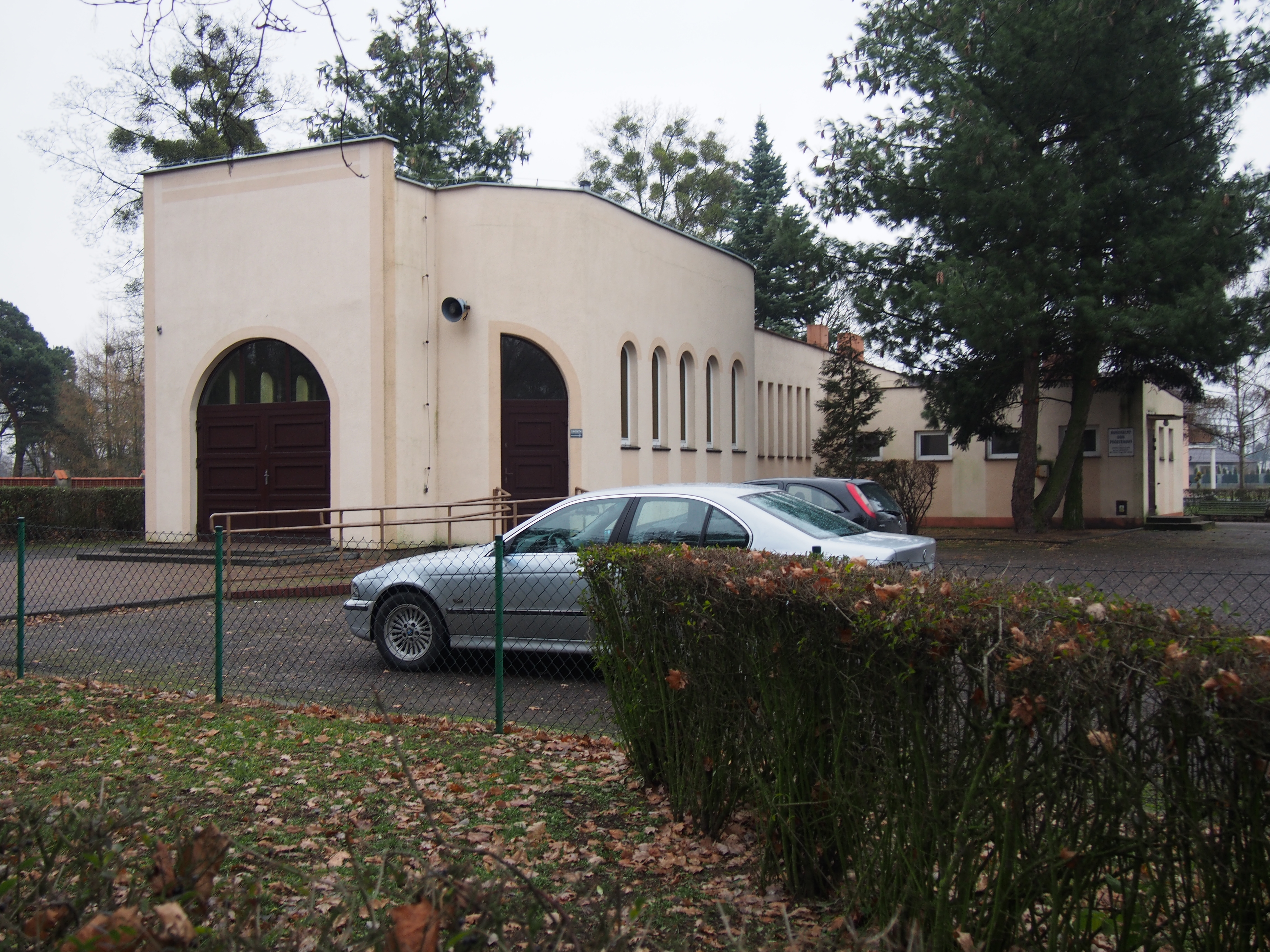
Kaplica przycmentarna od ul. Cmentarnej.
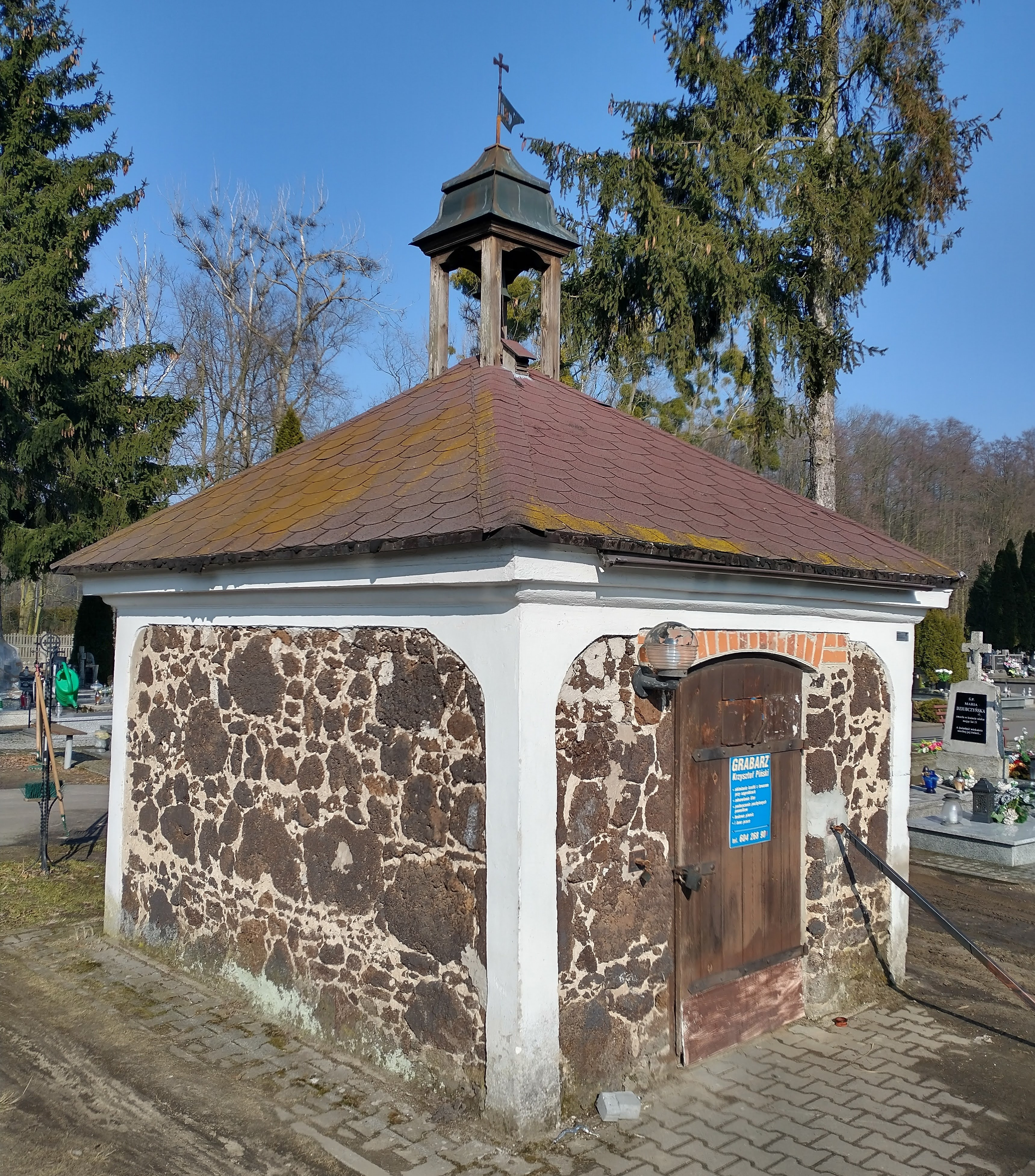
Kaplica z rudy darniowej
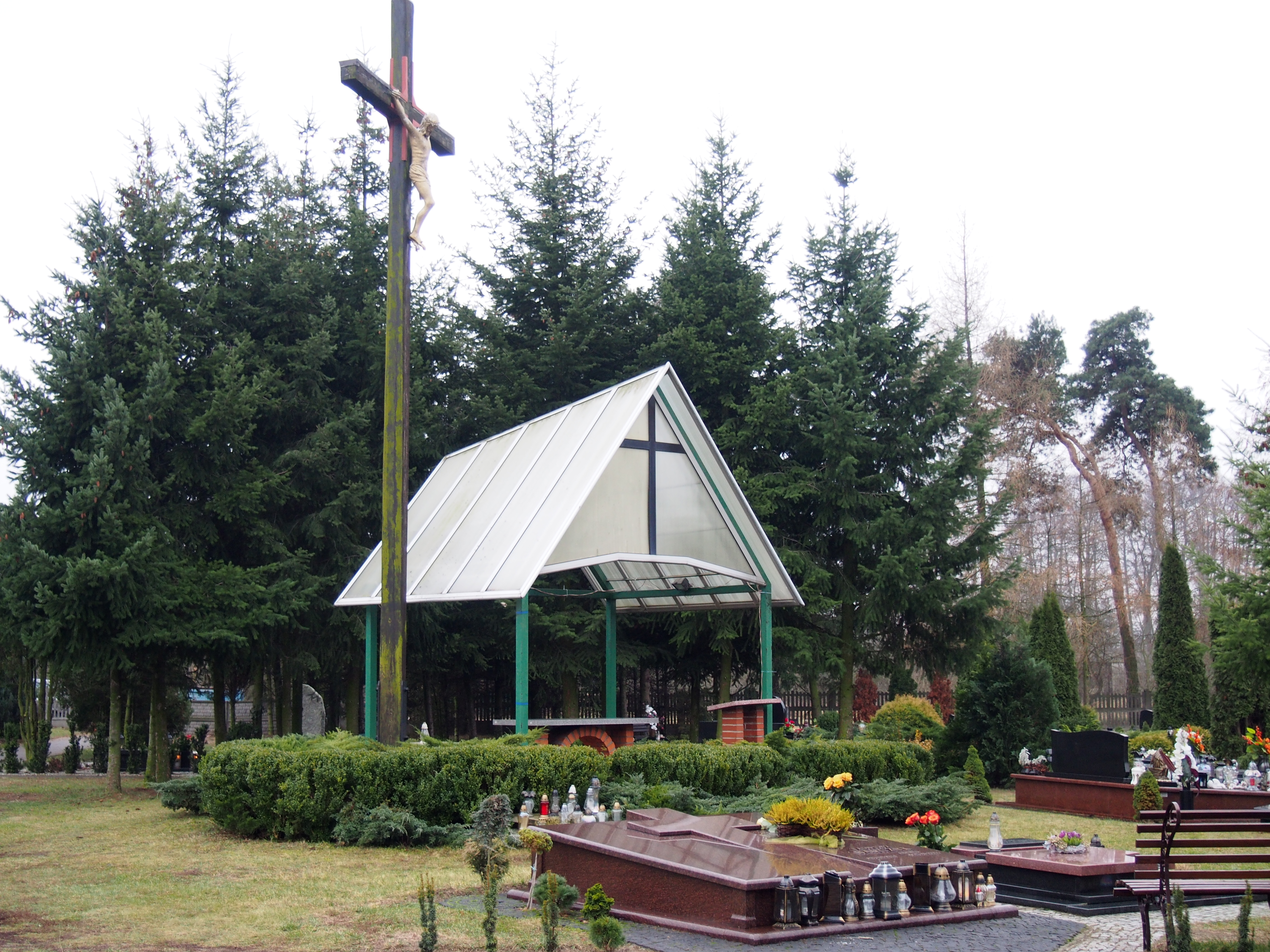
Ołtarz, miejsce odprawiania mszy w dniu Wszystkich Świętych
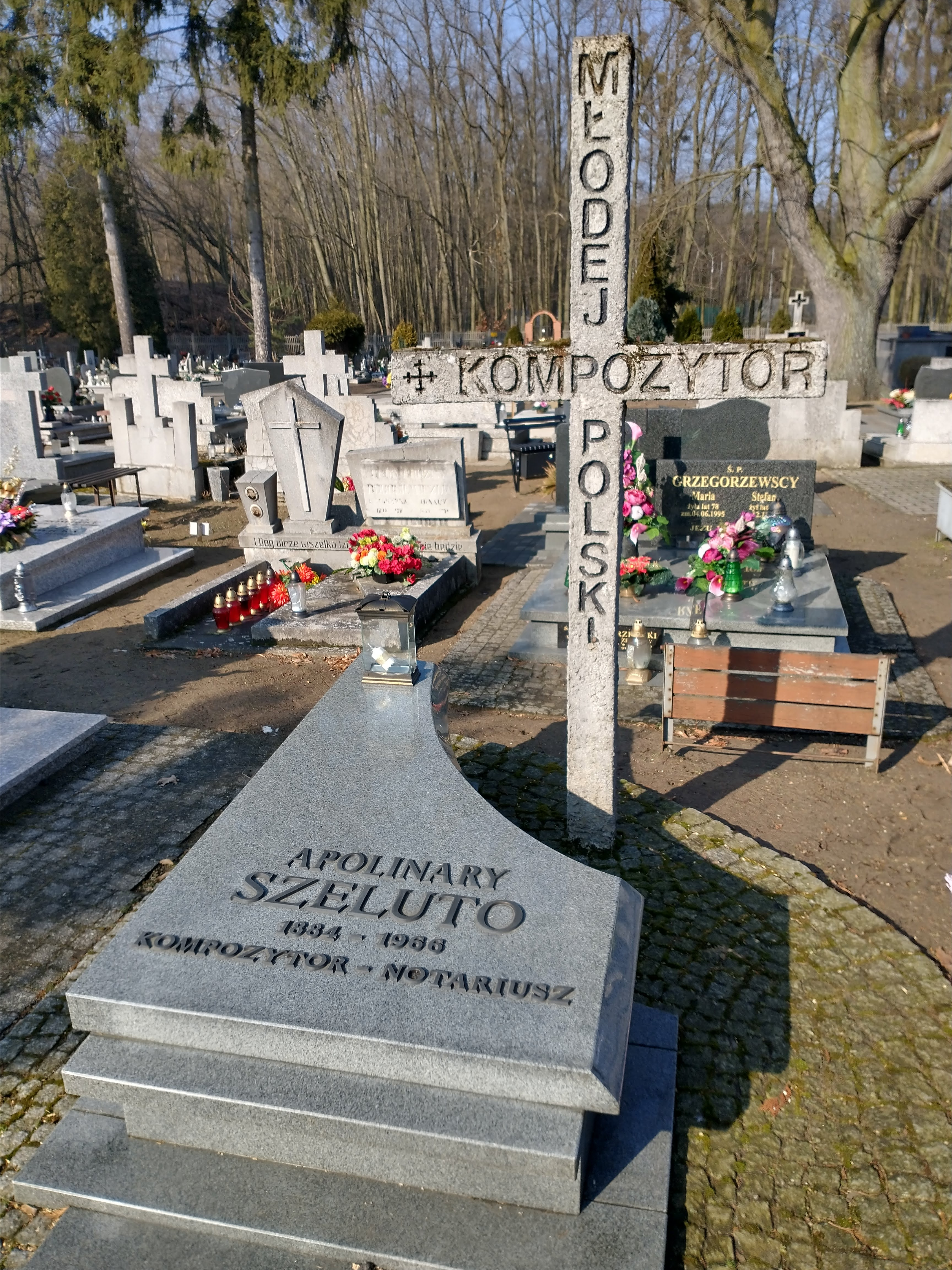
Grób Apolinarego Szeluto
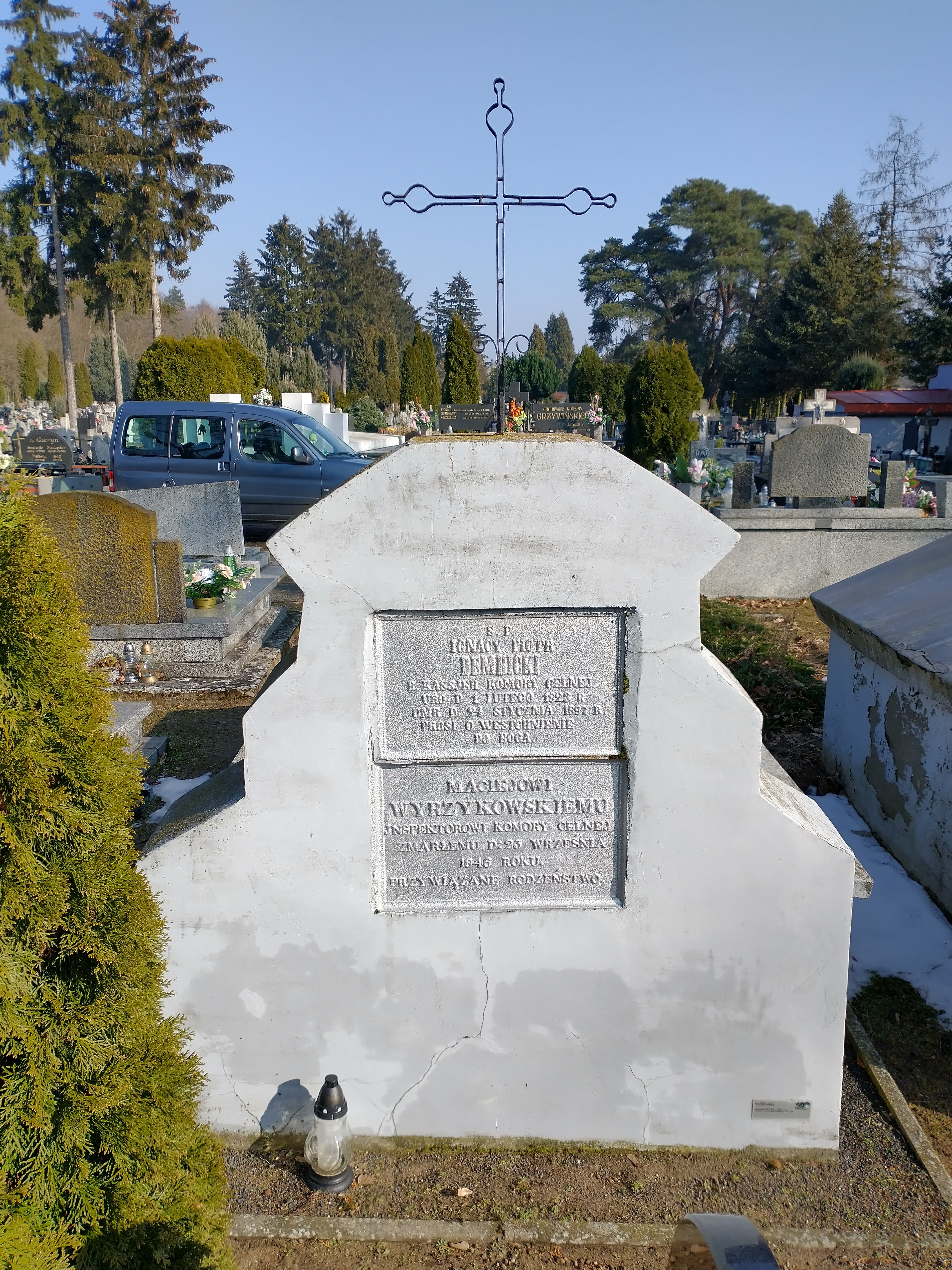
Grobowiec Macieja Wyrzykowskiego